# Walim (województwo mazowieckie)
Walim – wieś sołecka w Polsce położona w województwie mazowieckim, w powiecie łosickim, w gminie Stara Kornica, na historycznym Podlasiu.

## Parafia
Wierni Kościoła rzymskokatolickiego należą do parafii Niepokalanego Poczęcia NMP w Starej Kornicy.

## Historia
Wieś duchowna położona w ziemi mielnickiej województwa podlaskiego była własnością biskupów łuckich w XVII wieku. W latach 1975–1998 miejscowość należała administracyjnie do województwa bialskopodlaskiego.

## Urodzeni we wsi
- Adam Ratyniec – żołnierz Armii Krajowej, podoficer Zrzeszenia Wolność i Niezawisłość, żołnierz wyklęty
- Tadeusz Toczyński – polski urzędnik państwowy, prezes GUS w latach 1996-2006